# Романовський Олександр Олексійович
Олександр Олексійович Романовський (*16 липня 1951, Київ) — український учений у галузі економіки та управління національним господарством, педагогіки та психології вищої школи, організації та впровадження в Україні міжнародної освіти, менеджменту й підприємництва у сфері вищої освіти, інформаційних технологій та автоматизованих систем управління і проектування, європейської інтеграції української вищої освіти. Доктор економічних наук, доктор педагогічних наук, кандидат технічних наук, професор. Академік АН ВШ України з 2007 р, почесний Академік НАПН України (2021).

## Біографія
Народився у Києві. У 1974 р. закінчив з відзнакою факультет автоматики і обчислювальної техніки Київського інституту інженерів цивільної авіації (КІІЦА). У 1977 р. закінчив аспірантуру при Київському державному педінституті ім. М.Горького (КДПІ ім. М.Горького). Працював інженером кафедри електронних цифрових обчислювальних машин КІІЦА (1974—1977), молодшим науковим співробітником Науково-дослідного сектора КДПІ ім. М.Горького (1975—1977), завідувачем групи, завідувачем відділу програмно-методичного забезпечення Головного обчислювального центру Міністерства освіти УРСР (1977—1980), директором Інформаційно-обчислювального центру, завідувачем Проблемної науково-дослідної лабораторії — Обчислювального центру КДУ ім. Т. Шевченка (1980—1991), директором державного малого впроваджувального науково-виробничого та навчально-методичного підприємства «Інформатика та освіта» при Київському державному педагогічному інституті іноземних мов (1991—1996). У 1996—1997 рр. — співзасновник і ректор Вісконсинського Міжнародного Університету (США) в Україні (ВМУУ). З 1997 р. — співзасновник і ректор Українсько-американського гуманітарного інституту «Вісконсинський Міжнародний Університет (США) в Україні» (УАГІ ВМУУ) — правонаступника ВМУУ. З 2017 року - співзасновник і ректор Українсько-американського університету Конкордія (УАУК), правонаступника УАГІ ВМУУ.

## Наукова діяльність
Напрями наукової діяльності — прикладна математика (алгебра поліноміальних матриць), обчислювальні методи (обернення поліноміальних матриць на ЕОМ); інформаційні технології, АСУ і САПР; залучення іноземних інвестицій в економіку України, економіка та управління національним господарством, менеджмент і бізнес (підприємництво); сфера розвитку освіти: розробка системи автоматизації діяльності Міносвіти України, районних, міських та обласних відділів народної освіти України; удосконалення підприємницької та менеджмент-освіти в Україні; дослідження феномену академічного (університетського) підприємництва; інноваційна діяльність в освіті. Пріоритети в педагогічній сфері: створення першого в Україні спільного українсько-американського закладу вищої освіти (УАГІ ВМУУ); організація та впровадження міжнародної та підприємницької освіти в Україні; підприємницька діяльність ЗВО світу. Сфера міжнародного співробітництва: участь в організації міжнародного українсько-американського-німецького семінару з проблем етики вищої освіти, постійнодіючого спільного українсько-американсько-німецького семінару з міжнародних проблем лідерства, підприємництва, економіки, інтенсифікації виробництва та інвестування, а також міжнародного співробітництва в галузі освіти, науки і культури, європейської інтеграції вищої освіти України.
Автор понад 300 наукових і науково-методичних праць. У тому числі — таких монографій, навчальних посібників і методичних розробок:
- Новые методы и формы сетевого планирования в машиностроении в X пятилетке (у співавт.) (1977).
- Вопросы реализации матрично-полиномиальных выражений в вычислительных системах с конвейерным принципом обработки информации: Припринт-79-76 ИК АН УССР (у співавт.) (1979).
- Организация параллельных вычислительных процессов при отыскании определителя и присоединенной матрицы для исходной квадратной полиномиальной матрицы (канд. дис. по техническим наукам, 1979).
- Автоматизация расчета норм расхода материалов при производстве продукции в машиностроении (у співавт.) (1988).
- Недержавна вища освіта в економічно розвинутих країнах світу (з досвіду вищої школи США, Великої Британії, Німеччини, Франції, Італії та Японії: Наукове видання) (у співавт.) (1997).
- Хроніка вищої освіти США (на прикладі діяльності державних і недержавних закладів) (1997). ISBN 5-7763-2174-3
- Вища освіта на зламі тисячоліть. Кн. 1. Ефективна підприємницька освіта як фундамент економічного розвитку демократичного суспільства (2000). 966-7780-00-7
- Мистецтво і секрети підприємницької діяльності: практичні поради підприємцям початківцям (у співавт.) (2002). ISBN 966-7780-08-2
- Искусство и секреты предпринимательской деятельности: практические советы начинающим предпринимателям (у співавт.) (2002). ISBN 966-7769-11-9
- Теорія і практика зарубіжного досвіду в підприємницькій освіті України (2002). ISBN 966-7780-08-2
- Теорія і практика підприємницької освіти в розвинутих зарубіжних країнах (докт. дис. з педагогічних наук, 2003).
- Основи зовнішньоекономічної діяльності (у співавт.) (2003). ISBN 966-7780-01-5
- Формування експериментальних навчальних планів і освітньо-професійних програм підготовки бакалаврів з менеджменту зовнішньоекономічної діяльності на основі використання вибраних курсів програм з управління бізнесом (Business Administration) університетів і коледжів США: Метод. рекомендації (у співавт.) (2003).
- Формування експериментальних навчальних планів і освітньо-професійних програм підготовки магістрів за напрямом «Підприємництво» і спеціальністю «Зовнішньоекономічна підприємницька діяльність»: Метод. рекомендації (у співавт.) (2003).
- Розробка і впровадження національної освітньої програми з питань підприємництва: Метод. рекомендації (2003).
- Впровадження досвіду економічно розвинених країн з підготовки підприємців (аналіз і використання навчальних програм і планів в галузі підприємництва і управління бізнесом): Метод. рекомендації (2003).
- Досвід вищої освіти Сполучених Штатів Америки ХХ-XXI століття. Книга І. Гуманітарна та підприємницька підготовка американців (у співавт.) (2009). ISBN 978-966-382-216-7
- Досвід вищої освіти Сполучених Штатів Америки ХХ-XXI століття. Книга 2. Особливості вищої освіти США кінця ХХ — початку XXI століття (у співавт.) (2010). ISBN 978-966-382-283-9
- Шляхи впровадження інновацій, підприємництва та підприємницької освіти в системі національної освіти України (2010). ISBN 978-966-382-297-6
- Феномен підприємництва в університетах світу (2012). ISBN 978-966-382-415-4
- Інноваційна діяльність дослідницьких підприємницьких університетів США (2012). ISBN 978-966-8276-78-1
- Теоретико-методологічні засади інноваційного розвитку сфери вищої освіти (докт. дис. з економічних наук, 2014).
- Вступ до інноватики вищої освіти (у співавт.) (2015). ISBN 978-966-994-9
- Досвід вищої освіти Сполучених Штатів Америки ХХ-ХХІ століття. Книга 3. Особливості інноваційного розвитку сфери вищої освіти США другої половини ХХ — початку ХХІ століття (у співавт.) (2018). ISBN 978-966-931-165-8
- Досвід вищої освіти  Сполучених Штатів Америки ХХ-ХХІ століття. Книга 4. Особливості академічного (університетського) підприємництва у США другої половини ХХ-го – початку ХХІ-го століття (у співавт.) (2020) ISBN 978-966-931-166-5

Професор комп'ютерних наук Вісконсинського Міжнародного Університету (США), професор Пекінського інституту банківської справи і фінансів (КНР), почесний професор Кримського гуманітарного університету, почесний професор Чорноморського державного університету імені Петра Могили.  
Віце-президент Академії наук вищої вколи (АН ВШ) України з 2017 р. 
Почесний академік Національної академії педагогічних наук України з 2021 р. 
Член Спілки ректорів вищих навчальних закладів України.
Член Координаційної Ради й заступник Голови Асоціації закладів освіти України приватної форми власності з питань міжнародної співпраці. 
Член-кореспондент Міжнародної Кадрової Академії, член Конфедерації недержавних вищих навчальних закладів України. Голова Київського бюро та член Президії Німецько-українського товариства з економіки і науки DUG WW (міста Майнц, Берлін, Бонн, ФРН), член європейської асоціації підтримки ринкової економіки (міста Берлін і Бонн, ФРН). З 2018 р. — член Правління Асоціації сприяння розвитку конкурентної економіки Європи (VFW), Берлін, ФРН. Член Американської торгової палати в Україні та Міжнародного трейд-клуба в Україні.
Головний редактор наукового журналу «Освіта, менеджмент і бізнес: світовий вимір», співголовний редактор українсько-американського наукового журналу "Business, Economics, Sustainability, Leadership and Innovation" (BESLI), заступник головного редактора журналу «Освіта і управління», член редакційної колегії журналу «Економіка і управління».    
Заслужений працівник освіти України (2002). Кавалер орденів «За заслуги» ІІІ ступеня (2005), ІІ ступеня (2018) і І ступеня (2022).